# Rausche (Hydrogeologie)
Das Wort Rausche bezeichnet in der Hydrologie der Gewässer einen flach abfallenden Gewässerabschnitt mit höherer Fließgeschwindigkeit und Wasserturbulenz als im umgebenden Gewässerverlauf. Im Gegensatz zum Kolk haben Rauschen bei wechselnden Wasserführungen relativ gleichbleibend hohe Turbulenz bei ansteigendem Abfluss. In einem natürlichen Gewässer wechseln sich Rauschen und Kolke regelhaft ab. 
In der Renaturierung werden in vielen Fällen künstliche Feldsteinrauschen eingesetzt, um stufenförmige Sohlabstürze (z. B. Wehre) abzubauen, die die Fischwanderung behindern, und um Strukturierung und Besiedlung des Gewässergrundes zu verbessern. Sandfreie, kiesige Rauschen sind wichtige Laichplätze z. B. für Bachforellen, da hier eine ausreichende Sauerstoffversorgung des Laichs gewährleistet ist. Rauschen werden daher gelegentlich auch als Laichbänke bezeichnet.